# 三月十七
三月十七，农历三月第十七天。

## 出生
- 东晋哀帝兴宁元年三月壬寅（十七日）363年4月16日，南朝宋武帝刘裕出生。刘裕，字德舆，小名寄奴。420年，废东晋自立，成为南朝刘宋的开国君主。虽在位只有两年，但期间整顿吏治，重用寒门，轻徭薄赋，废除苛法，改善了社会状况。他对江南经济的发展，汉文化的保护发扬有重大贡献，被誉为"南朝第一帝"

## 节假日和习俗
- 中國苗族 ——姐妹節

## 参看
- 日历
- 三月十五 - 三月十六 - 三月十七 - 三月十八 - 三月十九
- 二月十七 - 三月十七 - 四月十七
- 正月 - 二月 - 三月 - 四月 - 五月 - 六月 - 七月 - 八月 - 九月 - 十月 - 十一月 - 腊月
- 公历3月17日